# كوه قلعة سفلي
كوه قلعة سفلي (بالفارسية: کوه قلعه سفلی) هي قرية تقع في قسم كاخك الريفي في إيران. يقدر عدد سكانها بـ 50 نسمة بحسب إحصاء 2016.